# منتخب جزر سليمان لاتحاد الرغبي
منتخب جزر سليمان الوطني لاتحاد الرغبي (بالإنجليزية: Solomon Islands national rugby union team)‏ هو ممثل جزر سليمان  الرسمي في المنافسات الدولية في اتحاد الرغبي .